# Cratichneumon suadus
Cratichneumon suadus là một loài tò vò trong họ Ichneumonidae.